# Зоран Лучић
Зоран Лучић (Земун, 24. фебруар 1952) ванредни је професор Универзитета у Београду.

## Биографија
Рођен је 24. фебруара 1952. године у Земуну, у Београду. Дипломирао је на Математичком факултету у Београду 1975. године. Магистрирао је 1979. са радом „Нека својства изометријских трансформација простора S4“. Докторирао је на Математичком факултету у Београду 1985. године одбраном дисертације „Униформне теселације хиперболичке равни“.
За асистента је изабран 1975, за доцента 1985, а за ванредног професора 1994. године. Области његовог научног интереса су: геометрија дисконтинуалних група, основи геометрије, геометријска кристалографија, историја геометрије, полиедри и теселације. Држао је вежбе из следећих предмета: Основи геометрије, Нацртна геометрија, Аналитичка геометрија, Линеарна алгебра, Диференцијална геометрија, Математика 1, Техничко цртање и Методика наставе математике. Држао је предавања из предмета: Основи геометрије, Аналитичка геометрија, Техничко цртање и Методика наставе математике. Објавио је следеће књиге: „Еуклидска и хиперболичка геометрија“, Математички факултет и Графити, Београд, 1994, „Аналитичка геометрија“ (коаутор са Недом Бокан и Новицом Блажићем), Београд 1996. Објавио је 12 научних радова. Учествовао је на 19 конференција и одржао 11 позивних предавања на другим универзитетима. Био је на усавршавањима на Универзитету у Саскачевану, у Саскатуну у Канади, од августа 1982. до фебруара 1983, затим на Универзитету у Торонту, у Канади у новембру и децембру 1985. године и у Међународном центру за теоријску физику у Трсту, у Италији априла 1989. године. Био је продекан Математичког факултета од 1990. до 1994. године и члан Савета Универзитета у Београду од 1992. до 1998.